# Macromitrium hamatum
Macromitrium hamatum är en bladmossart som beskrevs av Hugh Neville Dixon 1937. Macromitrium hamatum ingår i släktet Macromitrium och familjen Orthotrichaceae. Inga underarter finns listade i Catalogue of Life.